# Грыбув
Грыбув (пол. Grybów, укр. Грибів) — город в Польше, входит в Малопольское воеводство, Новосонченский повят. Занимает площадь 17 км². Население — 6086 человек (на 2013 год).
Город имеет статус городской гмины. Независимо от этого он исполняет функцию административного центра сельской гмины Грыбув (однако город не входит в её состав).

## История
В 1340 году польский король Казимир III издал рескрипт об основании города на торговой пути к Венгрии. После первого раздела с 1772 года город в Габсбургской империи (в Королевстве Галиции и Лодомерии). 

## Достопримечательности
- В Грыбуве находятся несколько воинских захоронений времён Первой мировой войны, являющиеся памятниками Малопольского воеводства:
  - Воинское кладбище № 129 (Грыбув) — памятник Малопольского воеводства;
  - Воинское кладбище № 130 (Грыбув) — памятник Малопольского воеводства;

## Фотографии

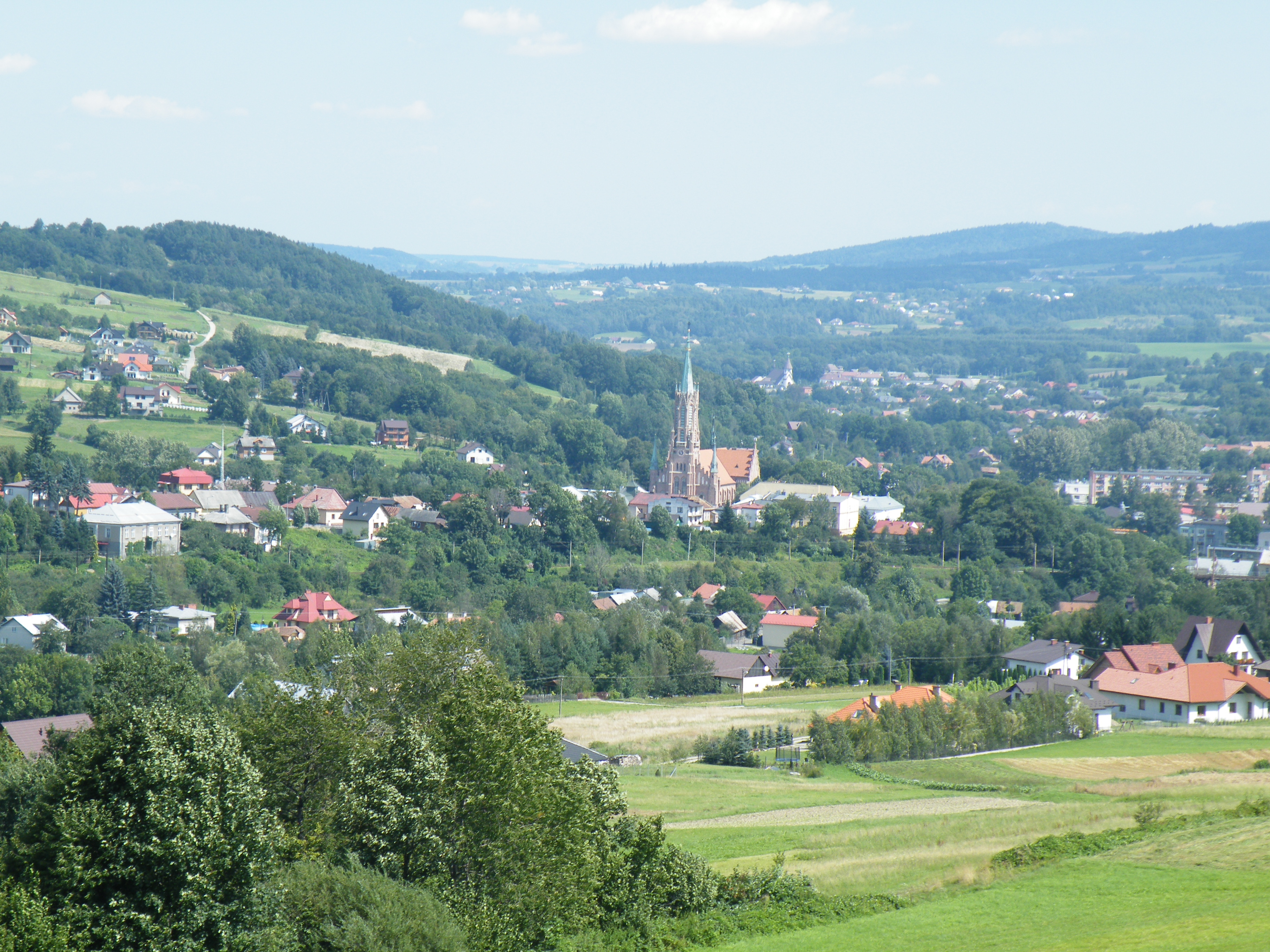
Вид города
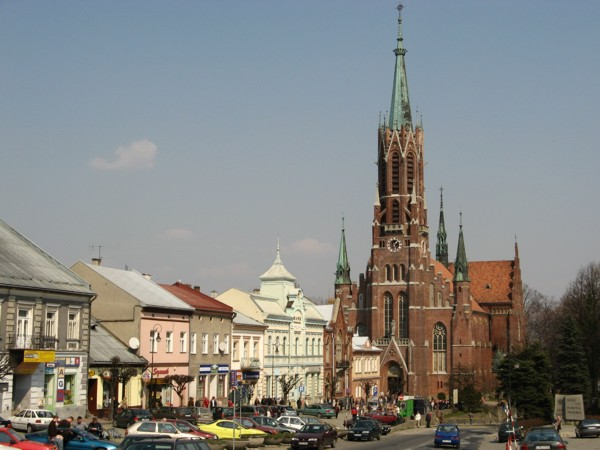
Рынок
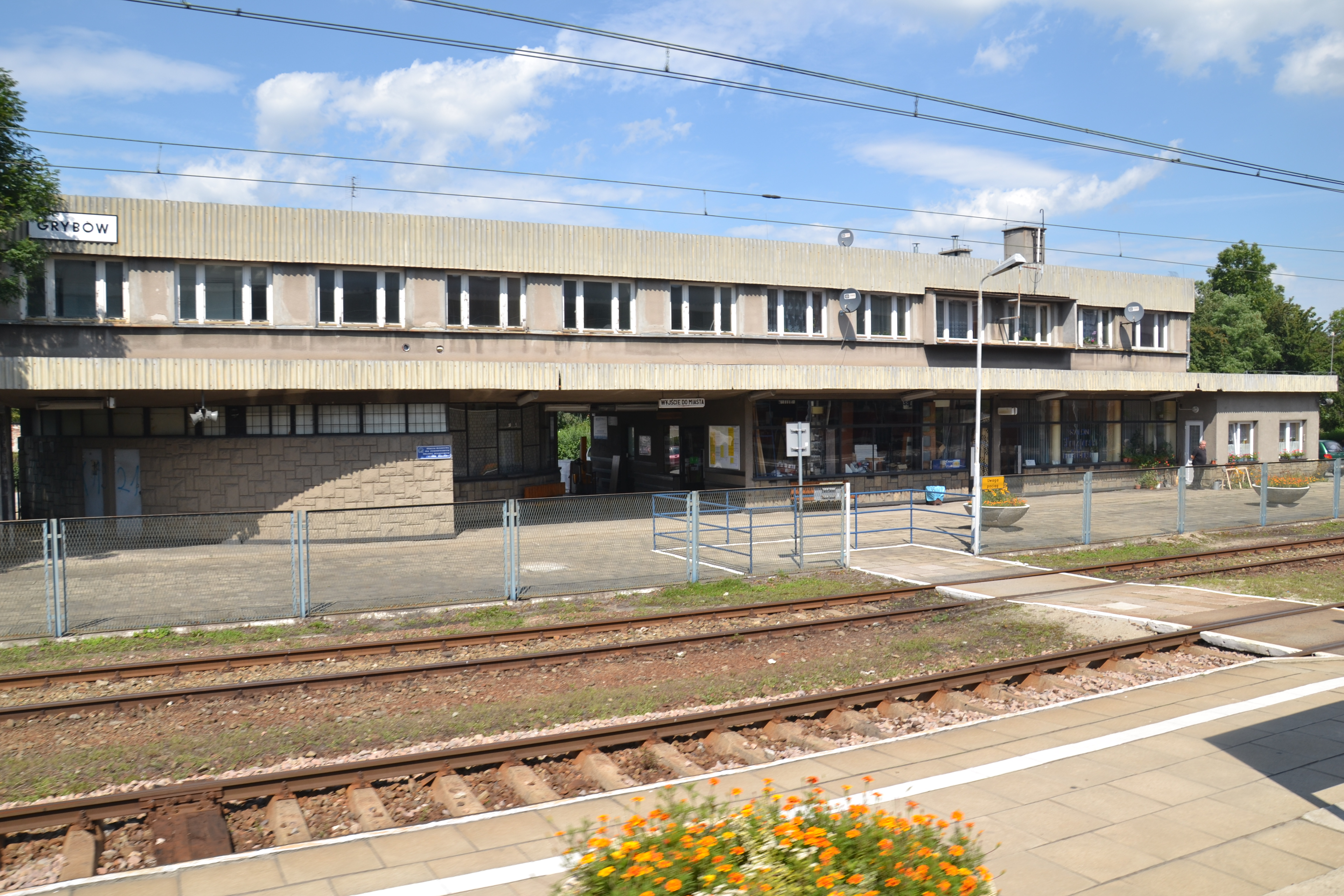
Железнодорожная станция Грыбув
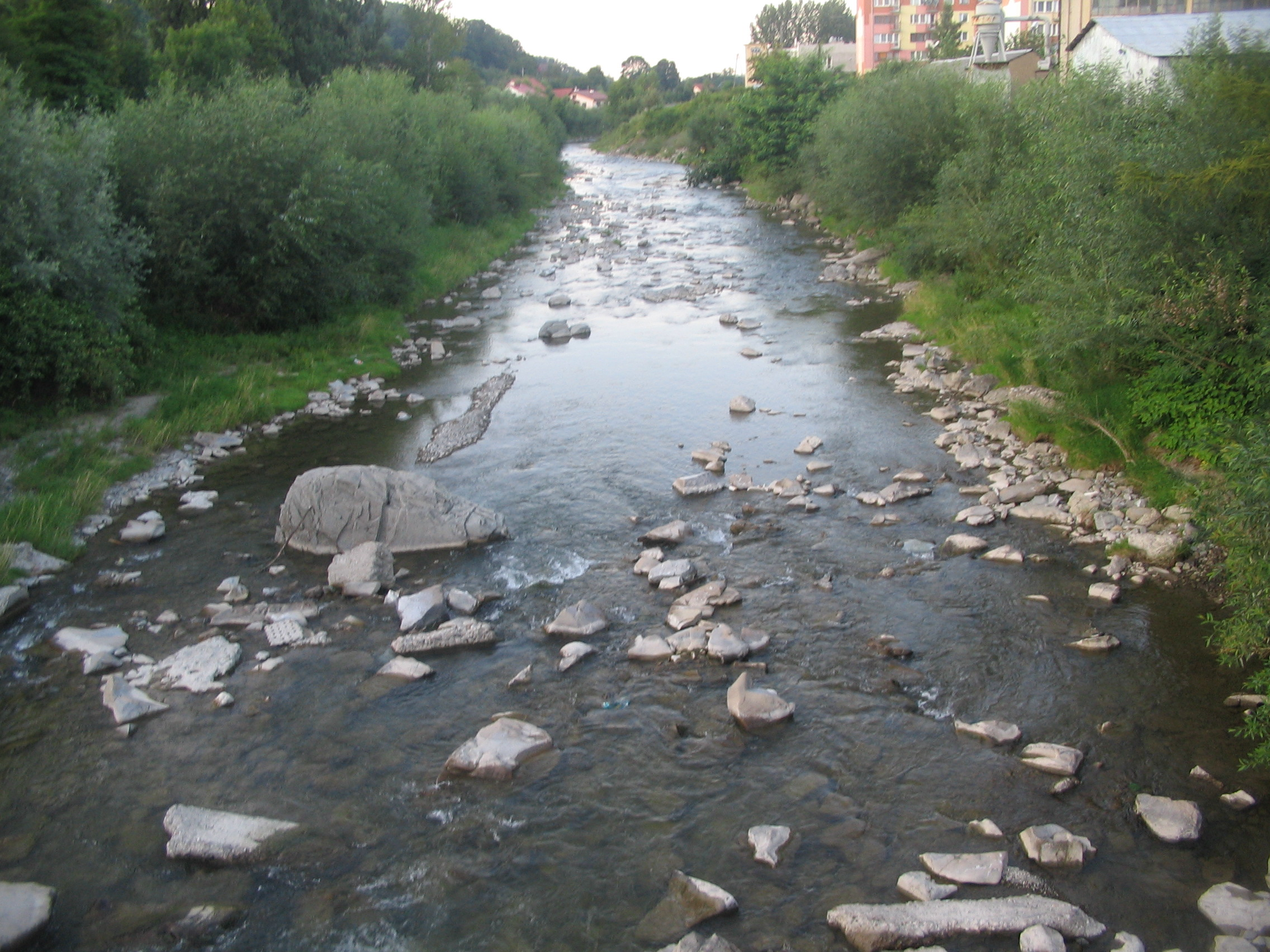
Река Бяла в Грыбуве
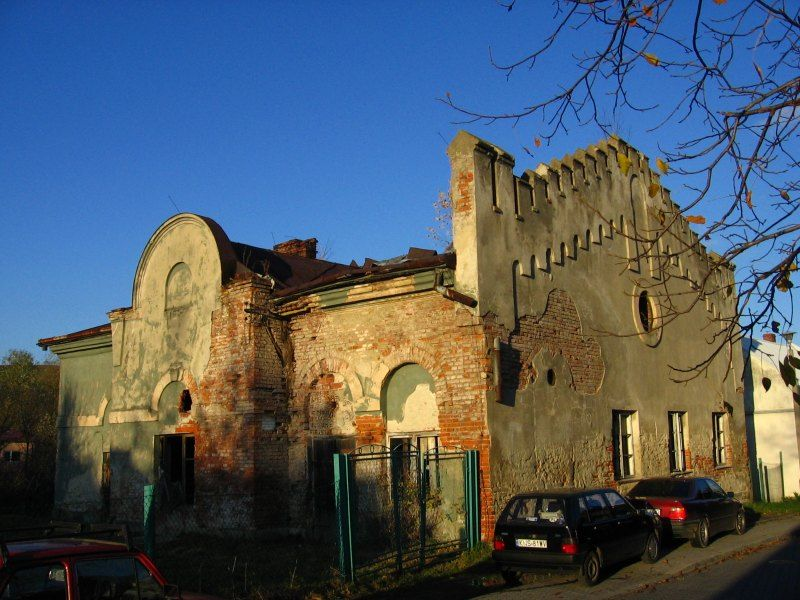
Синагога
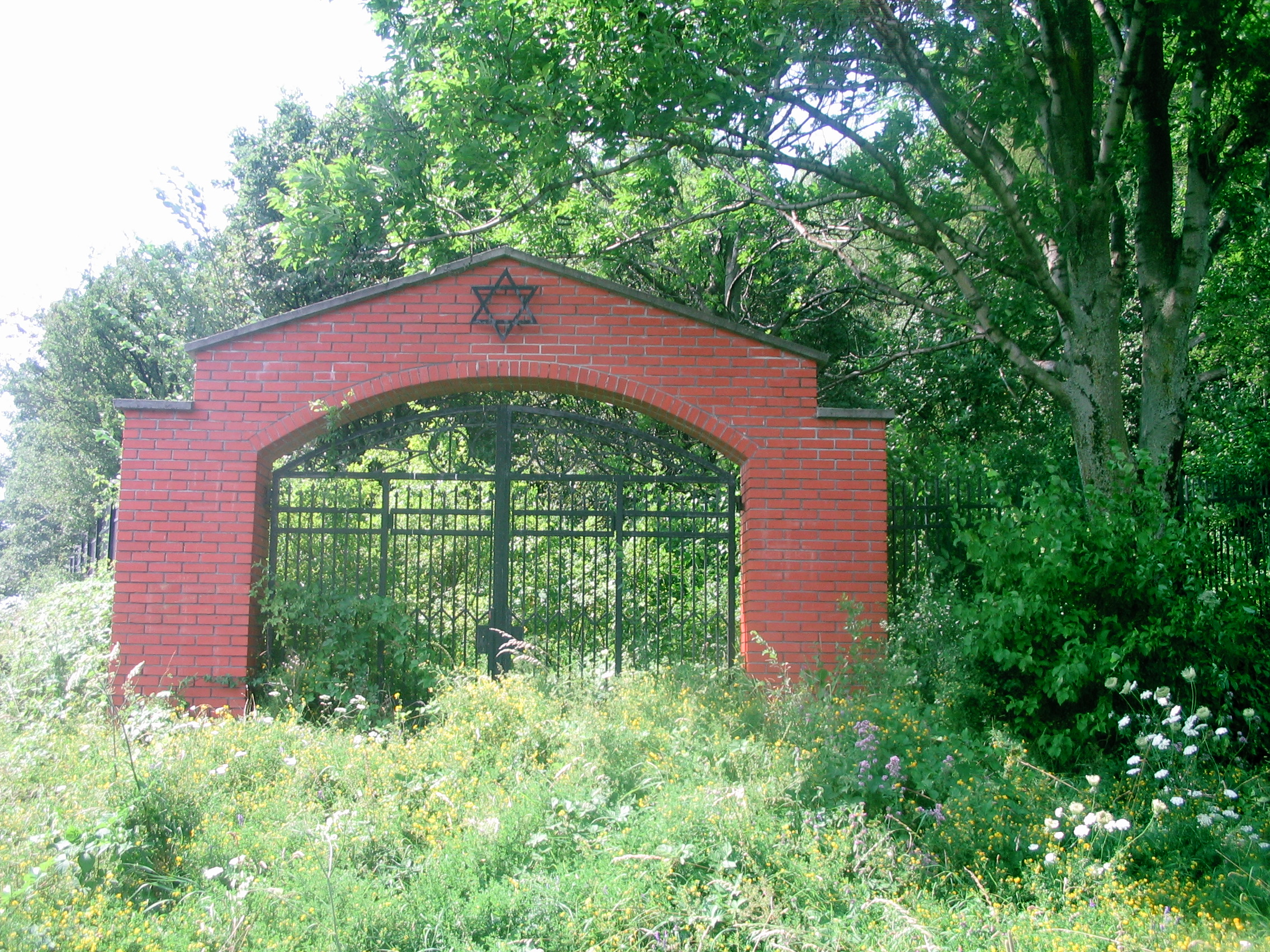
Еврейское кладбище